# Anatoli Cîrîcu
Anatoli Cîrîcu (Cahul, URSS, 14 de septiembre de 1988) es un deportista moldavo que compitió en halterofilia.
Participó en los Juegos Olímpicos de Londres 2012, obteniendo una medalla de bronce en la categoría de 94 kg; medalla que perdió posteriormente por dopaje.
Ganó tres medallas en el Campeonato Europeo de Halterofilia entre los años 2010 y 2012.

## Palmarés internacional
| Juegos Olímpicos   | Juegos Olímpicos      | Juegos Olímpicos  | Juegos Olímpicos |
| Año                | Lugar                 | Medalla           | Categoría        |
| ------------------ | --------------------- | ----------------- | ---------------- |
| 2012               | Londres (Reino Unido) | DSC               | 94 kg            |
| Campeonato Europeo |                       |                   |                  |
| Año                | Lugar                 | Medalla           | Categoría        |
| 2010               | Minsk (Bielorrusia)   | Medalla de bronce | 94 kg            |
| 2011               | Kazán (Rusia)         | Medalla de plata  | 94 kg            |
| 2012               | Antalya (Turquía)     | Medalla de oro    | 94 kg            |